# Province de Tango
Pour les articles homonymes, voir Tango.

Carte des anciennes provinces du Japon avec Tango mise en évidence.

La province de Tango (丹後国, Tango no Kuni) est une des anciennes provinces du Japon dans la région qui correspond de nos jours au nord de la préfecture de Kyoto en face de la mer du Japon. Avec la province de Tamba, Tango est parfois appelé Tanshū (丹州). Tango est adjacente aux provinces de Tajima, Tamba et Wakasa.
À différentes époques, tant Maizuru que Miyazu ont été capitales et villes principales de la province.

## Histoire
Au cours du 3e mois de la 6e année de l'ère Wadō (713), le territoire de la province de Tango est séparé administrativement de la province de Tamba. Cette même année, le daijō-kan de l'impératrice Gemmei continue à organiser d'autres changements cadastraux sur la carte provinciale de l'époque de Nara.
En Wadō 6, la province de Mimasaka est scindée de la province de Bizen et la province de Hyūga est séparée de la province d'Ōsumi. En Wadō 5 (712), la province de Mutsu est détachée de la province de Dewa.
Les cartes du Japon et de la province de Tango sont réformées dans les années 1870 lorsque le système des préfectures est introduit. Dans le même temps, la province continue d'exister à certaines fins. Par exemple, Tango est explicitement reconnue dans les traités en 1894 (a) entre le Japon et les États-Unis et (b) entre le Japon et le Royaume-Uni.
Cette zone est encore connue sous le nom de péninsule de Tango dont certaines parties se trouvent dans le parc quasi national de Tango-Amanohashidate-Ōeyama. Une ville de la région est également intitulée Tango. Elle a maintenant disparu et fait partie de la ville de Kyōtango dans (Kyō + Tango) depuis 2004.

## Districts historiques
- Préfecture de Kyoto
  - District de Kasa (加佐郡, Kasa-gun?) - dissous
  - District de Yosa (与謝郡, Yosa-gun?)
  - District de Naka (中郡, Naka-gun?) - intégré dans la ville de Kyōtango
  - District de Takeno (竹野郡, Takeno-gun?) - intégré dans la ville de Kyōtango
  - District de Kumano (熊野郡, Kumano-gun?) - intégré dans la ville de Kyōtango